# Zatavua tamatave
Zatavua tamatave är en spindelart som beskrevs av Huber 2003. Zatavua tamatave ingår i släktet Zatavua och familjen dallerspindlar.
Artens utbredningsområde är Madagaskar. Inga underarter finns listade i Catalogue of Life.